# 施榮忻
施榮忻，BBS，JP（1974年12月1日—），香港商人、香港恒通資源集團有限公司董事兼投資總監。他是前貴州省的政協委員和第五屆及第六屆深圳市政協委員。同時是香港福建社團聯會董事會的副主席、香港全國青聯委員協進會聯席主席以及中華全國青年聯合會副主席。施榮忻曾經創立香港菁英會和百仁基金，以推動青年發展工作。2019年7月獲頒銅紫荊星章。

## 背景

### 早年生活
施榮忻祖籍福建省晉江市龍湖鎮南莊村。父親是著名書法家、第十一屆全國政協委員、恆通資源集團有限公司董事局主席施子清
，家有兩名胞兄和一名胞弟；大哥施榮怡、二哥施榮懷和三哥施榮恆。施氏一家早年於香港島北角春秧街居住。施榮忻分別就讀蘇浙小學（1987年第34屆小六）和聖類斯中學（1992年第66屆中五）。中學畢業後，因自幼讀書成績不好，所以施榮忻無法升讀大學。其後因父親施子清在2006年推薦他參加北京國家行政學院的香港青年領袖國情班而與友人一同創立香港菁英會，開始在本地推動青年工作。施榮忻現時是香港恆通資源集團有限公司董事兼投資總監，負責管理公司的證劵業務。

### 參與政府與社會工作
施榮忻於2010年7月擔任百仁基金主席，翌年連任同一崗位至2013年卸任。他目前為該組織的會長。他之後自2010年起獲委任為深圳市政協委員至今。此前，他原本是貴州省的政協委員。除此之外，施榮忻於2010年至2015年擔任過青年事務委員會的委員。而在社會層面，他亦有為不同機構服務，包括於2015年至2016年獲香港理工大學委任為校董。又於2016年至2018年期間獲委任為粵劇發展基金投資委員會成員。在2014年，施榮忻獲香港特別行政區政府委任為太平紳士。翌年與新世界發展執行副主席鄭志剛當選中華全國青年聯合會的副主席。在2019年，他因長期參與青年工作而獲授予銅紫荊星章。

### 家庭生活
2003年，施榮忻與計艷莉（計佑銘女兒）結婚，二人育有一名大女兒施曉洋。當時施榮忻的岳父為「世界電剪大王」兼全國政協委員計佑銘，岳母魏鳳英為貴州省政協委員。而岳父的胞弟計逢春則為武漢市政協委員。不過數年後，施榮忻與計艷莉離婚。他再在2011年迎娶2004年度香港小姐競選參賽者鄧慧琦為妻。二人婚後育有兩子一女，分別是施曉渝、長子施湧濤、幼子施湧浩。

## 其他資料
施榮忻由2000年代開始在香港賽馬會成為馬主，當中「風和日麗」、「南莊之寶」、「愛拚者勝」、「零距離」（BEST FRIEND）、「曾幾何時」、「零距離」（EVER FORCE）均已退役。